# Operação Sépsis
Operação Sépsis foi uma operação da Polícia Federal do Brasil  e do Ministério Público Federal deflagrada em 1º de julho de 2016 em São Paulo, Rio de Janeiro, Pernambuco e Distrito Federal. É um desdobramento da Operação Lava Jato. Um dos alvos foi o doleiro Lúcio Bolonha Funaro, preso em São Paulo. De acordo com a Procuradoria-Geral da República, Funaro é ligado ao presidente afastado da Câmara, deputado Eduardo Cunha.
A operação teve como base delações do ex-vice-presidente de Fundos de Governo e Loterias da Caixa Econômica Federal Fábio Cleto e de Nelson Mello, ex-diretor da empresa Hypermarcas.
A operação tinha como alvo os desvios bilionários do Fundo de Investimentos do FGTS, que haviam sido destinados à construção do Porto Maravilha no Rio de Janeiro. Estima-se que o montante seja muito superior aos 139 milhões de reais informados inicialmente. Lúcio Funaro foi acusado de receber suborno para  liberar os recursos do fundo através de seus contatos políticos na Caixa. Segundo os investigadores, Fábio Cleto havia informado de quais empresas Funaro solicitava propina para a liberação do dinheiro, entre elas, estava a JBS. Esta foi uma das primeiras investigações em que apareceu o nome do frigorífico e de Joesley Batista.  Eduardo Cunha também foi relacionado ao esquema na delação de Cleto 
Os mandados desta etapa da operação foram autorizados pelo ministro do Supremo Tribunal Federal Teori Zavascki, relator da Lava Jato no STF, a pedido do Procurador-Geral da República Rodrigo Janot. Os trabalhos da acusação foram realizados pela Força-Tarefa da Operação Sépsis, instalada na Procuradoria da República no Distrito Federal.